# Deschampsia
Deschampsia é um género botânico pertencente à família Poaceae, subfamília Pooideae, tribo Aveneae.
O gênero apresenta aproximadamente 155 espécies. Ocorrem em ilhas do Pacífico e em todos os continentes, incluindo a Antártida, onde D. antarctica é uma de apenas duas plantas com flor conhecidas.

## Espécies
- Deschampsia airiformis (Steud.) Benth. & Hook.f. ex B.D.Jacks.[4]
- Deschampsia angusta Stapf & C.E.Hubb.
- Deschampsia antarctica E.Desv.
- Deschampsia argentea Lowe
- Deschampsia atropurpurea (Wahlenb.) Scheele
- Deschampsia baicalensis Tzvelev
- Deschampsia berteroniana (Kunth) F.Meigen
- Deschampsia bottnica (Wahlenb.) Trin.
- Deschampsia cespitosa (L.) P.Beauv.
- Deschampsia chapmanii Petrie
- Deschampsia christophersenii C.E.Hubb.
- Deschampsia cordillerarum Hauman
- Deschampsia danthonioides (Trin.) Munro
- Deschampsia elongata (Hook.) Munro
- Deschampsia flexuosa (L.) Trin
- Deschampsia foliosa Hack.
- Deschampsia gracillima Kirk
- Deschampsia kingii (Hook.f.) É.Desv.
- Deschampsia klossii Ridl.
- Deschampsia koelerioides Regel
- Deschampsia laxa Phil.
- Deschampsia leskovii Tzvelev
- Deschampsia liebmanniana (E.Fourn.) Hitchc.
- Deschampsia ligulata (Stapf) Henrard
- Deschampsia looseriana Parodi
- Deschampsia maderensis (Hack. & Bornm.) Buschm.
- Deschampsia media (Gouan) Roem. & Schult.
- Deschampsia mejlandii C.E.Hubb.
- Deschampsia mendocina Parodi
- †Deschampsia mexicana Scribn.
- Deschampsia mildbraedii Pilg.
- Deschampsia nubigena Hillebr.
- Deschampsia parvula (Hook.f.) É.Desv.
- Deschampsia patula (Phil.) Skottsb.
- Deschampsia pusilla Petrie
- Deschampsia robusta C.E.Hubb.
- Deschampsia setacea (Huds.) Hack.
- Deschampsia tenella Petrie
- Deschampsia venustula Parodi
- Deschampsia wacei C.E.Hubb.

### Espécies tornadas sinônimo
Deschampsia anteriormente incluía muitas espécies agora colocadas em outros gêneros, como Aira, Antinoria, Bromus, Calamagrostis, Centropodia, Colpodium, Dissanthelium, Holcus, Periballia, Peyritschia, Poa, Trisetum e Vahlodea.